# 奈良国際ゴルフ倶楽部

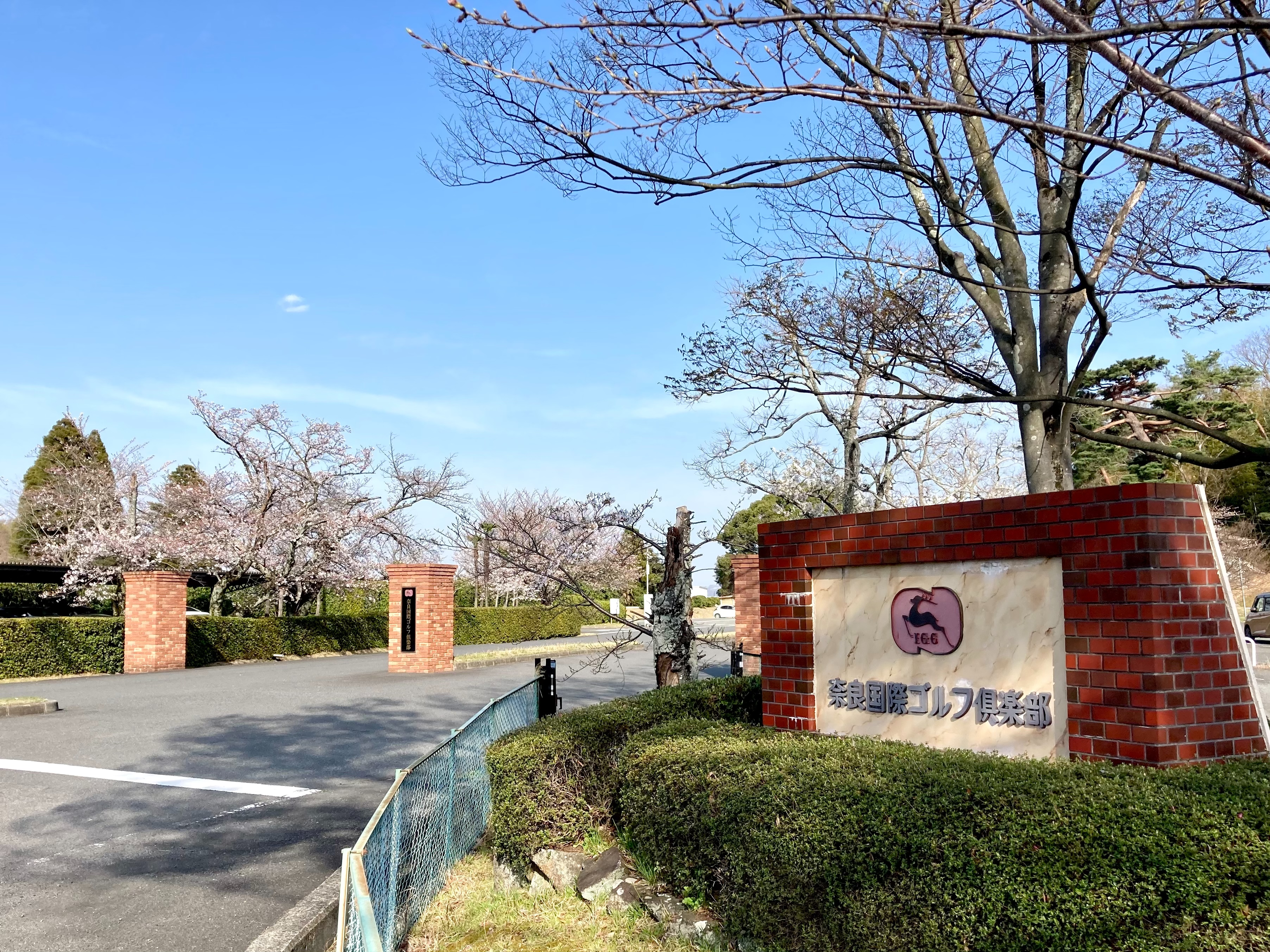
奈良国際ゴルフ倶楽部

奈良国際ゴルフ倶楽部（ならこくさいゴルフくらぶ）は、 奈良県奈良市宝来にあるゴルフ場である。

## 概要
1950年（昭和25年）10月、「奈良国際文化観光都市建設法」が国会を通過し、官民共同でのゴルフ場の建設計画が動き出した。1952年（昭和27年）、新たなゴルフ場の建設に向け、コース設計を上田治に依頼した。1955年（昭和30年）12月、建設候補地が決まった、奈良市宝来町あやめが池だった。建設に向けて経営母体「奈良観光土地株式会社」が設立された。
建設用地は、東大寺大仏殿や興福寺五重塔が眺められる土地だった。1956年（昭和31年）9月、ゴルフ場建設の経営母体「奈良ゴルフ場株式会社」を設立、社長に近畿日本鉄道株式会社の佐伯勇が就任した。同年11月、「奈良国際ゴルフ倶楽部」を創立、理事長に天理教真柱の中山正善が就任した。1956年（昭和31年）12月、コースの造成工事を着工、1957年（昭和32年）11月3日、18ホールのゴルフ場が完成、開場された。
「奈良国際ゴルフ倶楽部」の上田治の設計の特徴は、当時のゴルフ場の設計常識に拘らない試みを行ったことである。ホールのレイアウトは、尾根の地形に沿ってホールを延ばし、谷に沿って戻りのホールを造るのが常道である。しかし、上田は「山を越え、尾根を横断する方法」をとったのである。山を越えるホールは、第1打が打ち上げのブラインド、第2打は打ち下ろしになる。極めて戦略的で、そのことを上田は「なだらかな丘の上を登ると、麓には美しい村（グリーン）が広がるロマンチックな作りだ」と述べている。また「峠を越えたら都（グリーン）に行ける」とも言っている。
上田治設計の代表的な8コースで「上田治クラシック会」を結成している、地域を越えてお互いにゴルフを楽しみ、会員間の親睦交流をはかり、倶楽部運営の活性化の一助としている。「門司ゴルフ倶楽部」（福岡県、1934年（昭和9年）開場）、「大阪ゴルフクラブ」（大阪府、1937年（昭和12年）開場）、「古賀ゴルフ・クラブ」（福岡県、1953年（昭和28年）開場）、「下関ゴルフ倶楽部」（山口県、1956年（昭和31年）開場）、「奈良国際ゴルフ倶楽部」（奈良県、1957年（昭和32年）開場）、「小野ゴルフ倶楽部」（兵庫県、1961年（昭和36年）開場）、「茨城ゴルフ倶楽部」（茨城県、1962年（昭和37年）開場）、「広島カンツリー倶楽部」（広島県、1963年（昭和38年）開場）。

## 所在地
〒631-0845 奈良県奈良市宝来五丁目10番1号

## コース情報
- 開場日 - 1957年11月3日
- 設計者 - 上田 治
- 面積 - 600,000m2（約18.1万坪）
- コースタイプ - 丘陵コース
- コース - 18ホールズ、パー72、7,055ヤード、コースレート、コウライ73.3、ベント70.1
- フェアウェー - コウライ
- ラフ - ノシバ
- グリーン - 2グリーン、コウライ、ベント
- ラウンドスタイル - 全組キャディ付、歩いてのラウンド、1組4人が原則、状況によりツーサム可
- 練習場 - 15打席300ヤード
- 休場日 - 毎週月曜日、12月31日、1月1日[3]

## クラブ情報
- ハウス面積 - 2,720m2（約822.8坪）
- ハウス設計 - 渡辺節建築事務所
- ハウス施工 - 大成建設株式会社・株式会社奥村組[4]

## ギャラリー
- コース - 「奈良国際ゴルフ倶楽部」、コース案内、2021年3月25日閲覧
- ハウス - 「奈良国際ゴルフ倶楽部」、施設案内、2021年3月25日閲覧

## 交通アクセス
- 鉄道 - 近鉄奈良線 - 学園前駅より クラブバス利用約10分[5]
- 道路 - 第二阪奈道路 - 中町ランプより 約2km[5]

## 関連文献
- 『ゴルフ場ガイド 西版』、2006-2007、「奈良国際ゴルフ倶楽部」、東京 ゴルフダイジェスト社、2006年5月、2021年3月25日閲覧
- 『美しい日本のゴルフコース BEAUTIFUL GOLF CULTURE IN JAPAN 日本のゴルフ110年記念 ゴルフは日本の新しい伝統文化である』、ゴルフダイジェスト社「美しい日本のゴルフコース」編纂委員会編、「奈良国際文化観光都市建設法の趣旨に添い官民共同でゴルフ場が開発された」、東京 ゴルフダイジェスト社、2013年12月、2021年3月25日閲覧